# Ironoquia kaskaskia
Ironoquia kaskaskia är en nattsländeart som först beskrevs av Ross 1944.  Ironoquia kaskaskia ingår i släktet Ironoquia och familjen husmasknattsländor. Inga underarter finns listade i Catalogue of Life.